# آدام پیج (بازیکن فوتبال)
آدام پیج (انگلیسی: Adam Page؛ زادهٔ ۳۰ مهٔ ۱۹۹۷) بازیکن فوتبال اهل بریتانیا است.
از باشگاه‌هایی که در آن بازی کرده‌است می‌توان به باشگاه فوتبال چلتنهام تاون اشاره کرد.